# ヴァデニ
ヴァデニ（Vadeni、2019年3月26日 - ）は、フランスの競走馬。主な勝ち鞍は2022年のジョッケクルブ賞、エクリプスステークス。
2022年のカルティエ賞最優秀3歳牡馬。

## 戦績

### 2歳(2021年)
7月26日ラテストドビュック競馬場の未勝利戦でデビュー勝ちを収めると、続く8月21日のエレバージュ賞も制して2連勝とする。重賞初挑戦となった9月29日のG3コンデ賞ではエルボデゴンの3着に終わり、2歳シーズンを終えることとなった。

### 3歳(2022年)
4月17日のG3フォンテーヌブロー賞で復帰したが5着と惜敗。5月10日のG3ギシュ賞では後方待機から直線で抜け出すと後続に2馬身1/2差をつけ重賞初制覇を果たす。6月5日に行われたジョッケクルブ賞(フランスダービー)では道中好位の6番手でレースを進め、直線で鋭く脚を伸ばして先頭に立つと最後はエルボデゴンに5馬身差をつけ圧勝しG1競走初制覇を果たした。
次走はイギリスのサンダウン競馬場で開催されたエクリプスステークスに2番人気で出走。最後方追走から直線満を持しての仕掛けで抜け出し、4番人気ミシュリフの追撃を抑え込んで勝利した。フランス調教馬によるエクリプスステークス優勝は1960年のジャブロー以来、62年ぶりの快挙となった。
その後は、アイルランドのレパーズタウン競馬場で行われたアイリッシュチャンピオンステークスに出走、1番人気に支持されたものの、ルクセンブルグ、オネストに続く3着となった。
10月には凱旋門賞に出走、土砂降りの雨の中で、直線抜け出したアルピニスタを猛追したが捉えきれず半馬身差の2着となった。

### 4歳(2023年)
4月30日のガネー賞で始動。レースでは後方5番手から直線で仕掛けるも伸びを欠き、勝利したイレジンから3馬身離された4着となった。
続くタターソールズゴールドカップでは終始後方のまま見せ場なく5着に敗れた。8月16日、アガカーンスタッドの公式サイトにて現役を引退し、2024年よりフランスのノルマンディー地方にあるハラス・ド・ボンヌヴァルで種牡馬入りすると発表された。

## 競走成績
| 出走日     | 競馬場             | 競走名               | 格 | 距離    | 着順 | 騎手       | 着差     | 1着（2着）馬         |
| ---------- | ------------------ | -------------------- | -- | ------- | ---- | ---------- | -------- | -------------------- |
| 2021.07.26 | ラテストドビュック | 未勝利               |    | 芝7f    | 1着  | J.エイケン | 2馬身    | （Loubeisien）       |
| 0000.08.21 | ドーヴィル         | エレバージュ賞       | LR | 芝8f    | 1着  | C.スミヨン | 2馬身    | （Officer Of State） |
| 0000.09.29 | シャンティイ       | コンデ賞             | G3 | 芝9f    | 3着  | C.スミヨン | 1馬身3/4 | El Bodegon           |
| 2022.04.17 | パリロンシャン     | フォンテーヌブロー賞 | G3 | 芝8f    | 5着  | C.スミヨン | 2馬身1/2 | Welwal               |
| 0000.05.10 | シャンティイ       | ギシュ賞             | G3 | 芝9f    | 1着  | C.スミヨン | 2馬身1/2 | （Machete）          |
| 0000.06.05 | シャンティイ       | 仏ダービー           | G1 | 芝10.5f | 1着  | C.スミヨン | 5馬身    | （El Bodegon）       |
| 0000.07.02 | サンダウン         | エクリプスステークス | G1 | 芝10f   | 1着  | C.スミヨン | クビ     | （Mishriff）         |
| 0000.09.10 | レパーズタウン     | 愛チャンピオンS      | G1 | 芝10f   | 3着  | C.スミヨン | クビ     | Luxembourg           |
| 0000.10.02 | パリロンシャン     | 凱旋門賞             | G1 | 芝12f   | 2着  | C.スミヨン | 1/2馬身  | Alpinista            |
| 2023.04.30 | パリロンシャン     | ガネー賞             | G1 | 芝10.5f | 4着  | C.スミヨン | 1馬身1/2 | Iresine              |

## 血統表
| ヴァデニの血統         | ヴァデニの血統                    | ヴァデニの血統                    | （血統表の出典）                  | （血統表の出典） |
| 父系                   | サドラーズウェルズ系              | サドラーズウェルズ系              | サドラーズウェルズ系              | [ § 2 ]          |
| 父 Churchill 2014 鹿毛 | 父の父Galileo 1998 鹿毛           | Sadler's Wells                    | Northern Dancer                   | Northern Dancer  |
| 父 Churchill 2014 鹿毛 | 父の父Galileo 1998 鹿毛           | Sadler's Wells                    | Fairy Bridge                      |                  |
| 父 Churchill 2014 鹿毛 | 父の父Galileo 1998 鹿毛           | Urban Sea                         | Miswaki                           | Miswaki          |
| 父 Churchill 2014 鹿毛 | 父の父Galileo 1998 鹿毛           | Urban Sea                         | Allegretta                        |                  |
| 父 Churchill 2014 鹿毛 | 父の母Meow 2008 鹿毛              | Storm Cat                         | Storm Bird                        | Storm Bird       |
| 父 Churchill 2014 鹿毛 | 父の母Meow 2008 鹿毛              | Storm Cat                         | Terlingua                         |                  |
| 父 Churchill 2014 鹿毛 | 父の母Meow 2008 鹿毛              | Airwave                           | Air Express                       | Air Express      |
| 父 Churchill 2014 鹿毛 | 父の母Meow 2008 鹿毛              | Airwave                           | Kangra Valley                     |                  |
| 母 Vaderana 2009 鹿毛  | 母の父Monsun 1990 黒鹿毛          | Konigsstuhl                       | Dschingis Khan                    | Dschingis Khan   |
| 母 Vaderana 2009 鹿毛  | 母の父Monsun 1990 黒鹿毛          | Konigsstuhl                       | Konigskronung                     |                  |
| 母 Vaderana 2009 鹿毛  | 母の父Monsun 1990 黒鹿毛          | Moselle                           | Surumu                            | Surumu           |
| 母 Vaderana 2009 鹿毛  | 母の父Monsun 1990 黒鹿毛          | Moselle                           | Monasia                           |                  |
| 母 Vaderana 2009 鹿毛  | 母の母Vadawina 2002 鹿毛          | Unfuwain                          | Northern Dancer                   | Northern Dancer  |
| 母 Vaderana 2009 鹿毛  | 母の母Vadawina 2002 鹿毛          | Unfuwain                          | Height of Fashion                 |                  |
| 母 Vaderana 2009 鹿毛  | 母の母Vadawina 2002 鹿毛          | Vadaza                            | Zafonic                           | Zafonic          |
| 母 Vaderana 2009 鹿毛  | 母の母Vadawina 2002 鹿毛          | Vadaza                            | Vadlamixa                         |                  |
| 母系(F-No.)            | 20号族(FN:20-d)                   | 20号族(FN:20-d)                   | 20号族(FN:20-d)                   | [ § 3 ]          |
| 5代内の近親交配        | Northern Dancer S4×M4×S5 = 15.63% | Northern Dancer S4×M4×S5 = 15.63% | Northern Dancer S4×M4×S5 = 15.63% | [ § 4 ]          |
| 出典                   | 1. 2. 3. 4.                       | 1. 2. 3. 4.                       | 1. 2. 3. 4.                       | 1. 2. 3. 4.      |